# Struthio camelus massaicus
El avestruz masai (Struthio camelus massaicus) es una subespecie de avestruz. Habita en el sur de Kenia, y en Tanzania.